# 字光式ナンバー

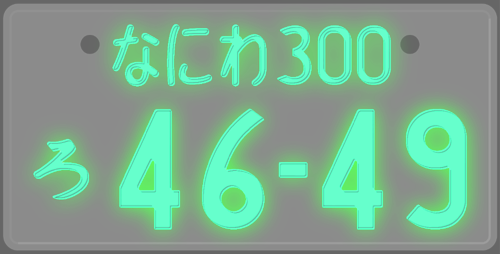
自家用の中板の字光式。ナンバープレート背面に、光源が封入されたベースを設け、透明な文字部分を発光させている

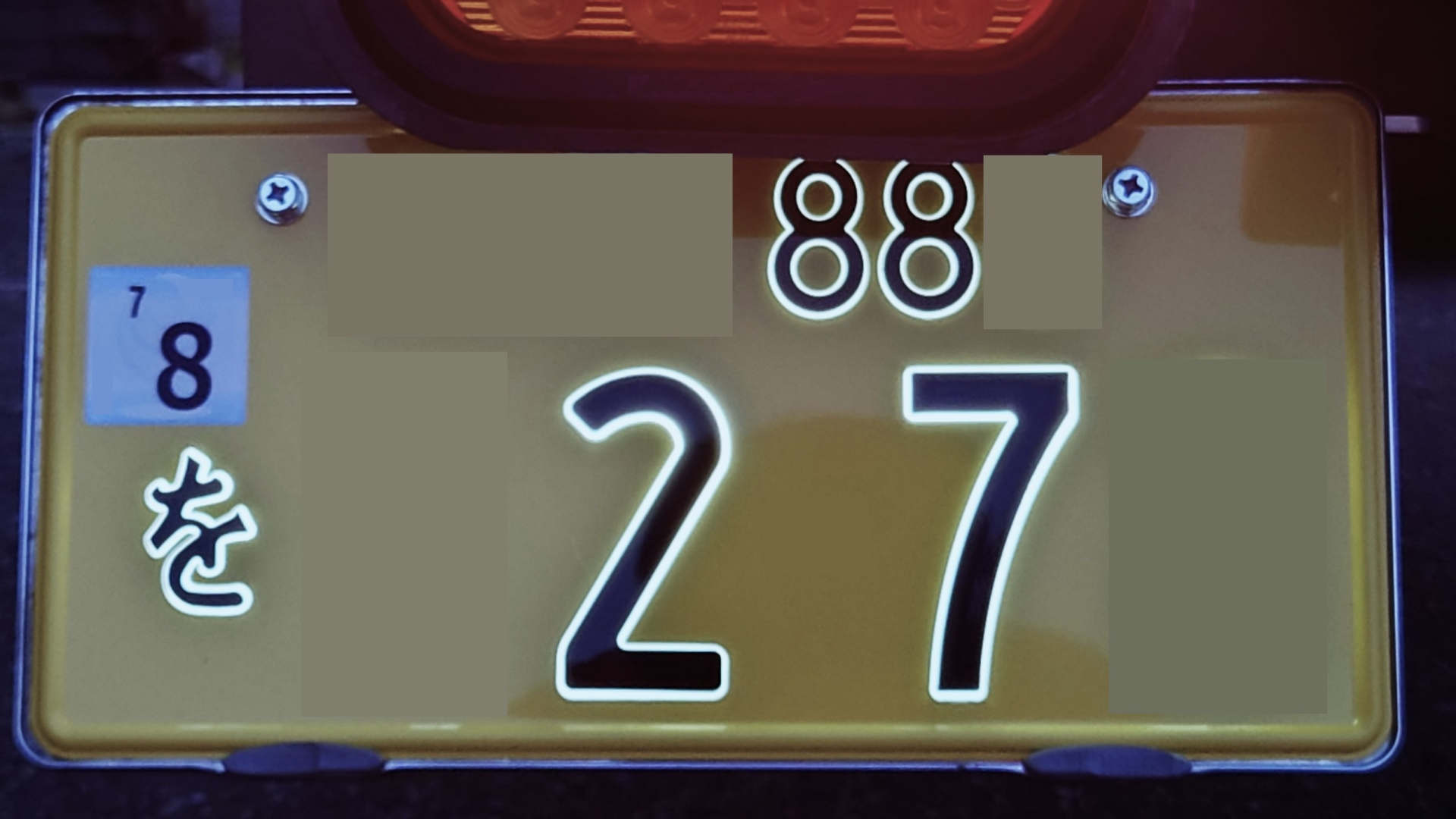
検査対象軽自動車の字光式。背面に器具を共架し、文字の縁を発光させている

字光式ナンバープレート（じこうしきナンバープレート）とは、自動車の灯火類を点灯したときにナンバープレートの文字部分が光るもの。日本独自の仕様である。俗に「光るナンバープレート」、「電光ナンバー」、「電光式ナンバー」、「蛍光ナンバー」、「蛍光式ナンバー」などとも呼ばれる。なお、自ら光ることから連想し「自光式ナンバー」と表記される場合があるが、これは誤りである。

## 概要
字光式ナンバーの導入の背景には、雪国においてナンバープレートが着雪で見えなくなってしまうという問題があった。そこで釧路市の北洋無線株式会社は、内蔵した白熱電球の熱で付着した雪を溶かす「行灯式」のナンバープレートを開発、それが採用され、1970年（昭和45年）に日本で初めて字光式ナンバーが導入された。北洋無線は高所の電球交換機器を開発し松下電器産業を通じて販売するなど新商品の開発能力が高いメーカーである。他にも「吹雪のときでもナンバーがよく見えるようにするため導入した」「夜間の交通事故の被害者が字光式ナンバーを考案した」などの諸説がある。
かつては白熱電球だった光源も、LED化やEL化が進んでいるが、その場合は光源からの発熱が少ないため、従来期待されていた「付着した雪を溶かす」性能はほとんど期待できない。
「塗装式」または「ペイント式」と呼ばれる字光式でない通常のナンバーでは、車体後部のナンバープレートを照らすための「番号灯」があり、車幅灯に連動して点灯しナンバープレートが照らされるのに対し、字光式ナンバーでは専用の照明器具が同様に点灯する。字光式ナンバーは「プレートから文字を切り抜いて樹脂を流し込む」関係上、塗装式ナンバーより文字が浮き出している。
登録自動車の字光式ナンバーは、自家用・貸渡用（白ナンバー）、事業用（緑ナンバー）のいずれにも存在する。
バブル期のハイソカーブームや四駆ブームの分類番号2桁時代は若年層を中心として相応の払い出しがあったが、分類番号3桁化後は「希望番号+字光式」にするユーザーが増え、「一連指定番号+字光式」の払い出しはかなり減った。これらの経緯から「古臭い」「趣味が悪い」として嫌う者がいる一方で、車両前部のナンバーの被視認性が重視されることのある個人タクシーを含むタクシーや、運送会社のトラックなど、事業用ナンバー（いわゆる緑ナンバー）取得者で積極的に採用する者もいる。今日においてはもっぱら「自動車ファッション」としての一部といえる。
照明器具が車体後部に取り付けられないとして字光式ナンバープレートを装着できない車両もあり、その旨がカタログなどに記載される。一部の高級車や輸入車などでは、球切れ警告機能の関係で取り付け不可とされる車種もある。こうした場合でも字光式照明器具を取り付けられるよう車体や電気配線を改造することで、字光式ナンバーの交付を受けることはできる。
軽自動車ユーザーの希望により、2002年9月2日から一部の地区（品川、練馬、足立、八王子、多摩、横浜、川崎、相模、湘南、大宮、春日部、熊谷、所沢、群馬、千葉、習志野、野田、袖ヶ浦、水戸、土浦、宇都宮、とちぎ、新潟、長岡、山梨、名古屋、尾張小牧、三河、豊橋、静岡、沼津、浜松、岐阜、飛騨、三重、福井、なにわ、大阪、和泉、京都、神戸、姫路、奈良、滋賀、和歌山、広島、福山、鳥取、島根、岡山、山口ナンバー）で自家用軽自動車の字光式が先行して払い出しが開始され、その他の地区は2002年11月1日から払い出された。
自家用軽自動車（黄ナンバー）の場合はナンバーの文字色が黒で、文字自体を光らせることはできないので、プレートの文字が切り抜かれ、そこに流し込まれた透明な樹脂が輪郭を残して黒色に塗装され、後光を持たせる構造になっている（一般の自家用のみで、事業用（黒ナンバー）・貸渡用にはない）。軽自動車の字光式ナンバーは登録車に比べて手間がかかる上、払い出し枚数が少ないため、ナンバープレート代そのものも塗装式に比べて高額である（岩手ナンバーの場合、一連指定番号の塗装式は2枚で1,580円、同字光式は2枚で4,920円。希望番号の場合は塗装式2枚で4,060円、字光式2枚で6,600円）。そのほかにプレートを取り付けて発光させる土台となる専用の照明器具が必要となるが、価格は数千円から1万円以上さらに高額となる。また一部の製品では車検で不合格になるものもあるので十分な注意が必要となる。
なお、旧規格となる360 cc時代までの軽自動車（いわゆるミニ白ナンバー）や、自動二輪車などの小型番号標の字光式は存在しない。